# 巴西半鈎鯰
巴西半鈎鯰，為輻鰭魚綱鯰形目甲鯰科的其中一種，為熱帶淡水魚，分布於南美洲巴西托坎廷斯河、阿拉瓜亞河流域，體長可達17公分，棲息在岩石底質且水流快速的溪流底層水域，生活習性不明。

## 扩展阅读
維基物種上的相關：巴西半鈎鯰